# Vlaardingen Centrum vasútállomás
Vlaardingen Centrum vasútállomás vasútállomás Hollandiában, Vlaardingen községben,  településen.

## Vasútvonalak
Az állomást az alábbi vasútvonalak érintik:
- Schiedam–HoekvanHolland-vasútvonal
- Ligne B
- Ligne A

## Kapcsolódó állomások
A vasútállomáshoz az alábbi állomások vannak a legközelebb:
- Vlaardingen West vasútállomás (Hoek van Holland Strand metro station, délnyugat, Ligne B)
- Vlaardingen Oost vasútállomás (Nesselande, északkelet, Ligne B)
- Vlaardingen West vasútállomás (Vlaardingen West vasútállomás, Ligne A)
- Vlaardingen Oost vasútállomás (Binnenhof, Ligne A)